# Cerro Jatun Khasa (berg i Chuquisaca, lat -19,15, long -65,36)
Cerro Jatun Khasa är ett berg i Bolivia.   Det ligger i departementet Chuquisaca, i den centrala delen av landet, 17 km sydväst om huvudstaden Sucre. Toppen på Cerro Jatun Khasa är 3 602 meter över havet, eller 427 meter över den omgivande terrängen. Bredden vid basen är 9,6 km. Cerro Jatun Khasa ingår i Serranías de Maragua.
Terrängen runt Cerro Jatun Khasa är kuperad åt nordost, men åt sydväst är den bergig. Runt Cerro Jatun Khasa är det ganska tätbefolkat, med 72 invånare per kvadratkilometer.. Närmaste större samhälle är Sucre, 16,6 km nordost om Cerro Jatun Khasa. 
Omgivningarna runt Cerro Jatun Khasa är i huvudsak ett öppet busklandskap.